# کورو (رود)
رودخانه کورو (به انگلیسی: Kourou (river)) رودخانه‌ای است که در گویان فرانسه جریان دارد.